# أيوب فتاليبايوف
أيوب جعفر أوغلي فاتالييف (بالأذرية: Əyyub Fətəliyev) (7 نوفمبر 1925 يريفان - 21 أبريل 2000 باكو) فنان مسرحي، فنان مكرم في جمهورية أذربيجان الاشتراكية السوفيتية (1964).

## حياته ومشواره المهنية
ولد أيوب فاتالييف في 7 نوفمبر عام 1925 في يريفان. كان مهتما بفن الرسم في سنه المبكرة. تلقى تعليمه الأول في مدرسة الفنون إسمه عزيم عزيمزاده في 1944.
لاحقا واصل تعليمه في معهد موسكو الحكومي للفنون إسمه سوريكوف. دافع أيوب عن أطروحته في موضوع تنظيم الباليه «كولشان» لملحن أذربيجاني الشهير سولتان حجيبايوف في 1952.
وأكمل دراسته بمرتبة الشرف على تخصص فن المسرح. عمل أيوب فتاليبايوف في مسرح البولشوي الأكاديمية الحكومية في الاتحاد السوفيتي أولا كرسام مختبر ثم مساعد الرسام بين 1952-1955.
في 1955 عاد إلى باكو ونهاية همره عمل في مسرح أكاديمية دولة أذربيجان للأوبرا والباليه. حصل أيوب فتاليبايوف على لقب فنان مكرم في جمهورية أذربيجان الاشتراكية السوفيتية في 1964.